# Turban
Ein Turban (arabisch عمامة, DMG ʿImāma; türkisch sarık, italienisch turbante, über persisch dulband, auch Tulbend) ist eine Kopfbedeckung vorislamischen Ursprungs, die im Islam und in der Geschichte des Orients eine große Bedeutung hat. Der Turban besteht aus einem oder mehreren langen Stoffstreifen, die nach einer speziellen Methode um den Kopf oder eine darunter getragene Kappe (arabisch قلنسوة, DMG Qalansuwa) gewickelt werden. Getragen werden Turbane hauptsächlich in muslimischen Ländern und in Teilen Indiens in zahlreichen lokalen Varianten.

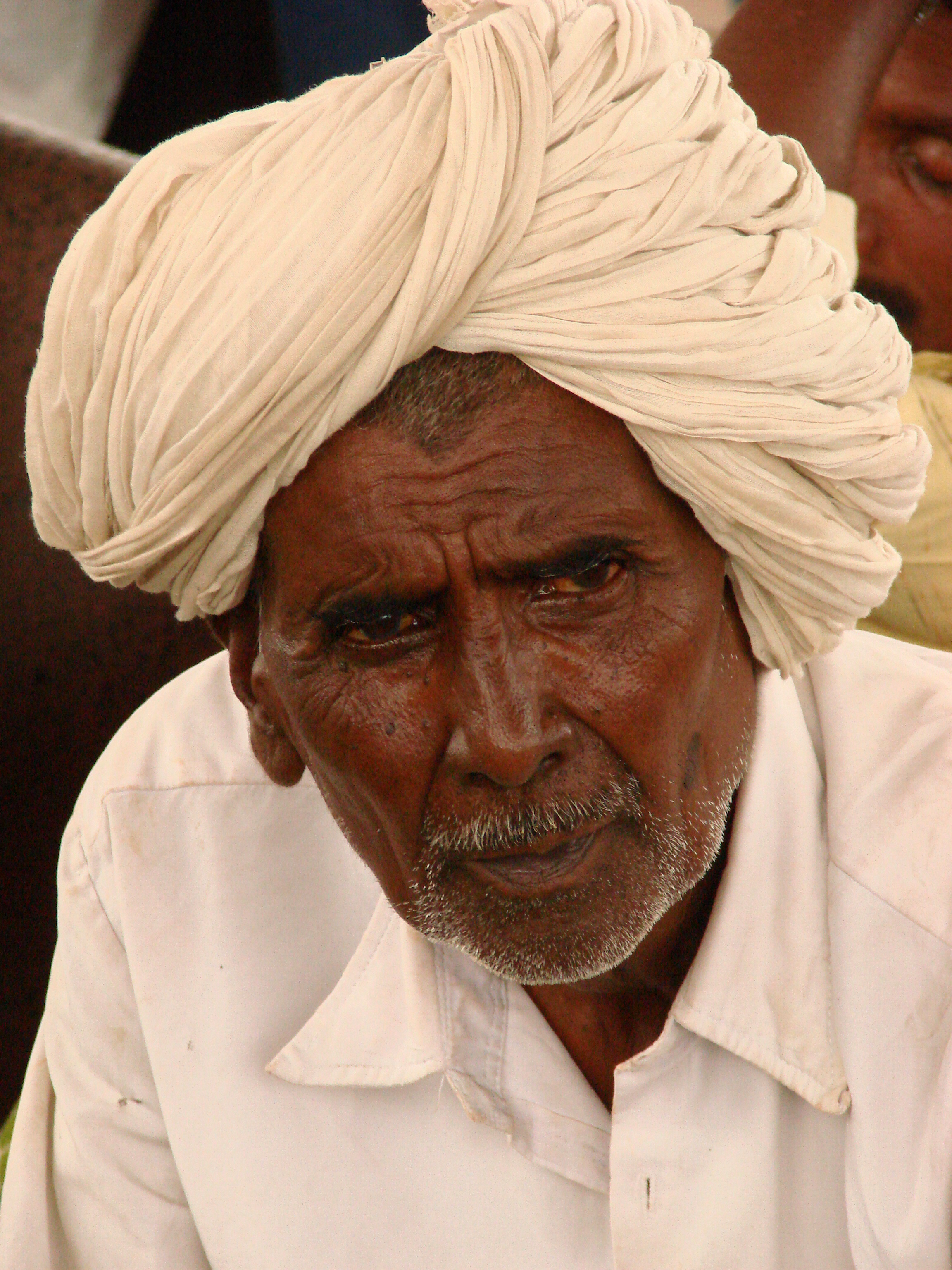
Mann mit Turban im indischen Panaji (2008)

## Turbane und ähnliche Kopfbedeckungen

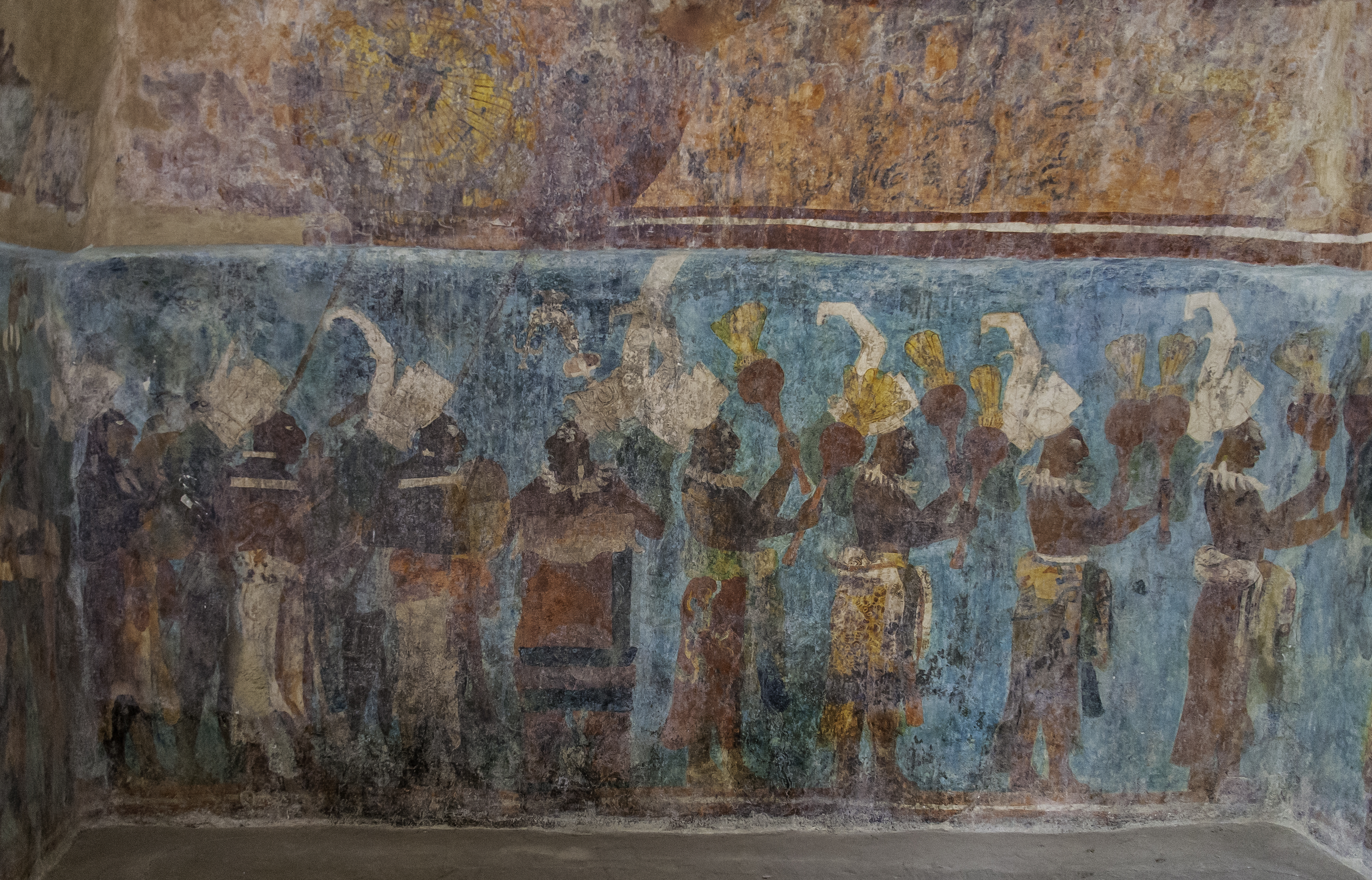
Maya-Malerei in Bonampak: Würdenträger mit Turban

- Der Turban der Sikh wird Dastar genannt.
- Die als „Palästinensertuch“ bekannte Kufiya wird oft wie ein Turban gewickelt getragen.
- Der Schesch (Tagelmust) der Tuareg wird oft mit dem Turban verwechselt.
- Der Kavuk, der im Osmanischen Reich getragen wurde, war Zeichen für die Gesellschaftsschicht, zu der der Träger gehörte, beziehungsweise welches Amt er innehatte.
- Bei den Kurden in der Autonomen Region Kurdistan bestimmt die Farbe des Camanes (جامانە) zum Teil die regionale und politische Zugehörigkeit.
- Auch bei den verschiedenen Völkerschaften der Maya und anderer Andenvölker gab es turbanähnliche Kopfbedeckungen („turbante“), sie werden aber von Frauen und eng an den Kopf anliegend getragen.

## Der Turban in der Antike und vor dem Islam
Statuen aus dem antiken Palmyra zeigen römische Frauen, die einen Turban trugen. Darüber trugen sie zumeist einen Schleier oder Mantel. Palmyra war damals jedoch keine Ausnahme. Auf erhalten gebliebenen Steinreliefs in Persepolis sind Personen mit Turban-artiger Kopfbedeckung zu erkennen. Im Zoroastrismus ist das Tragen einer Kopfbedeckung Pflicht gewesen, weshalb Zoroastrier auch meist einen Turban trugen.
Mit dem Auftauchen des Islams wurde der Turban dann erst zum Distinktionsmerkmal zwischen Arabern und Nicht-Arabern und zwischen Muslimen und Nicht-Muslimen. Zudem entstand die islamische Erzähltradition, dass Adam, nachdem er aus dem Paradies auf die Erde kam, einen Turban als Ersatz für seine Krone im Paradies bekam.

## Muhammads Turban
Laut der Encyclopaedia of Islam II sind die meisten Hadīthe, die Muhammad mit Turban beschreiben, „anachronistisch“. Als Beweis wird herangeführt, dass Muhammads Turban – wie bei Helden üblich – einen Beinamen, „die Wolke“ (as-saḥāb), bekam und Muhammad selbst stets als „Träger des Turbans“ (ṣāḥib al-ʿimāma) bezeichnet wird.
Laut mehreren Hadīthen trug der Engel Gabriel einen schwarzen Turban. Später setzte er Muhammad einen auf. Während der Schlacht von Badr erhielt Muhammad Unterstützung durch Gott und Engel, welche schwarze Turbane trugen. Diese seien die Trenner zwischen Glaube und Unglaube (inna al-ʿimāma ḥāǧiza bain al-kufr wa-l-īmān), so Muhammad in einem Hadīth. Laut einem Bericht hat er später an der Oase Ghadīr Chumm ʿAlī ibn Abī Tālib seinen Turban aufgesetzt, von welchem Stoff über dessen Schultern hing. Muhammad habe hinzugefügt, dass jener der Trenner zwischen den Muslimen und den Muschrikūn sei (bain al-muslimīn wa-l-mušrikīn). Der Turban, welchen er ʿAlī aufsetzte, war wohl Muhammads eigener, da sein Name mit „die Wolke“ (as-saḥāb) wiedergegeben wird.
Muhammad trug seinen Turban mit und ohne Mütze (Qalānsuwa). Des Weiteren war er laut einem Bericht bei Muslim ibn al-Haddschādsch schwarz und hatte zwei Zipfel, welche zwischen seinen Schultern hingen (ʿimāma saudāʾ qad arḫā ṭarafai-hā bain katifai-hi). In einem weiteren Hadīth heißt es, dass Muhammad mit einem schwarzen Turban Mekka betrat. Im Topkapı-Palast in Istanbul gibt es denjenigen Turban zu sehen, der Muhammad zugeschrieben wird, und auch denjenigen von ʿAlī.

## Aussehen

### Farben
Der Turban war in der Geschichte immer wieder Veränderungen unterworfen, wobei insbesondere die Farben wechselten. Hier eine Liste mit den wichtigsten Ereignissen.
- Einige Hadīthe berichten von verschiedenen brennenden Turbanen. Muhammad, ʿAbdallāh ibn ʿAbbās, ʿAbdallāh ibn ʿAmr, ʿAbdallāh ibn al-Hārith, Muhammad ibn al-Hanafīya und al-Hasan al-Basrī sind laut Berichten alle mit einem brennenden Turban gesehen worden.[12]
- Übereinstimmend wird berichtet, dass Muhammad bei der Eroberung Mekkas einen schwarzen Turban trug.[13][14][15] Die Muhādschirūn sollen bei ihrer Ankunft in Medina ebenfalls schwarze Turbane getragen haben.[16] Außerdem gab es nach Muhammads Ableben eine Vielzahl von wichtigen Persönlichkeiten, die auch einen schwarzen Turban trugen: beispielsweise ʿAlī ibn Abī Tālib, ʿUmar, Muʿāwiya I., Anas ibn Mālik, al-ʿAbbās ibn ʿAbd al-Muttalib und al-Hasan al-Basrī.[17][18] Deshalb befahlen die Abbasiden den Muslimen das Tragen eines schwarzen Turbans.[19]
- Wichtige Persönlichkeiten in der islamischen Geschichte bekleideten sich oft mit einem weißen Turban.[20]
- Die Farbe der Anhänger des achten schiitischen Imāms, ʿAlī ibn Mūsā ar-Ridā, war grün. Deshalb verbreitete sich um 800 der grüne Turban.[21]
- Einen gelben Turban mussten seit der Zeit al-Mutawakkils Dhimmīs tragen.[22]

### Formen
In europäischen Kunstwerken dominiert der hohe Turban, wie er unter den Osmanen dominant war. Er kennzeichnet sich dadurch aus, dass er höher als breit war, um in vielen Fällen Platz für Schmuck zu haben.

## Der Turban bei islamischen Riten
Ignaz Goldziher verweist in einem Artikel zur „Entblößung des Hauptes“ auf ein Hadīth, welches Muslime anweist, während des Ganges zum Freitagsgebet, des Gebets selbst, während der Vorprediger die Minbar aufsteigt und die Chutba vorträgt, ihren Turban nicht abzulegen. Dies solle auch nicht während großer Hitze geschehen. Abgesehen von diesem Hadīth vertreten auch islamische Gelehrte wie Raschīd Ridā die Meinung, dass die Kopfbedeckung beim Gebet verpflichtend ist. Allerdings, so stellt Goldziher klar, benutzt Raschīd Rīda das Wort erforderlich (arab.: maṭlūb), aber unterlässt die Verwendung der Floskel Bedingung des Gebets (šarṭ aṣ-ṣalāt). Ridā ist somit nicht der Ansicht, dass ein Gebet ohne Turban nichtig ist, sondern lediglich tadelnswert. In modernen Zeiten wird dies jedoch anders aufgefasst. Während des Gebets ist es beispielsweise laut einer Fatwā des katarischen Religionsministeriums nicht notwendig, dass ein Mann sein Haupt bedeckt.
Bei inbrünstigen Bittgebeten (duʿā) war es in der Geschichte hingegen die Regel, dass Männer ihren Turban abnahmen. So berichtete der Reisende Ibn Dschubair von einer Szene, welche er in Medina sah. Die Menschen dort warfen auf Anweisung ihres Predigers nach einem Gebet am Grabe Muhammads ihren Turban in die Luft, streckten die Hände nach dem Grab aus und begannen zu weinen, um ihn um Gnade anzuflehen.
Während des Ihrām ist es nach einem Hadīth den Gläubigen strengstens verboten, einen Turban oder andere Arten der Kopfbedeckung zu tragen. Sinn des Ihrāms sei es schließlich die eigene Demut vor Gott unter Beweis zu stellen. Auch der Besiegte musste vor dem Sieger ohne Turban auftreten. Da die Kleidungsvorschriften während des Ihrāms gleichbedeutend mit der Nachahmung der Totenkleidung ist, leiten einige islamische Rechtsgelehrte daraus ab, dass man bei der Bestattung eines verstorbenen Muslims ihn nicht mit einem Turban bekleiden darf.

## Der Turban als Distinktionsmerkmal
In der Geschichte diente der Turban häufig zur Unterscheidung zwischen Anhängern von verschiedenen Religionen, Frauen und Männern oder sozialer Klassen. Nachfolgend ein Überblick.

### Muslime und „Ungläubige“
Der Turban wurde in der islamischen Tradition zum „Zeichen des Islams“ (sīmā al-islām) und zum „Trenner zwischen Glaube und Unglaube“ (ḥāǧiza bain al-kufr wa-l-īmān). Dhimmīs hatten die Pflicht, sich von Muslimen zu unterscheiden (ghiyār). Nicht ganz klar ist allerdings, wann solche Regeln Eingang in die islamische Rechtsprechung gefunden haben. Koran und Hadīthe dienen dafür nicht als Grundlage, da sich darin nichts findet, was auf solche Gesetze hinweisen könnte. Lange ging die westliche Forschung davon aus, dass solche Gesetze auf den umayyadischen Kalifen ʿUmar ibn ʿAbd al-ʿAzīz zurückgehen. Neue Forschung zeigt aber, dass es nicht genau einzuordnen ist, wer genau diese Gesetze auf den Weg brachte. Zwar wird anerkannt, dass viele Erlasse auf ʿUmar ibn ʿAbd al-ʿAzīz zurückgehen. Allerdings kann nicht nachgewiesen werden, dass dies für alle der Fall ist.
Der islamische Geschichtsschreiber al-Balādhurī schreibt zwar, dass ʿUmar ibn ʿAbd al-ʿAzīz es den Dhimmīs verboten hatte, einen Turban zu tragen oder sonst in irgendeiner Art und Weise den Muslimen in ihrer Kleidung nachzueifern. Dem stimmt der Hadīth-Gelehrte ʿAbd ar-Rāziq as-Sanʿānī zu und schreibt, dass es den Christen verboten war, einen Turban (ʿisb) zu tragen. Ibn ʿAsākir schreibt hingegen nichts von einem Turban, sondern nennt lediglich den Tailasān (ein Stück Stoff, welches um den Turban gelegt wird), welchen Christen nicht tragen durften. Yarbrough übersetzt in seinem Artikel fälschlicherweise, dass Christen dies tragen mussten.
Auch Hārūn ar-Raschīd verbot es den Dhimmīs, den Turban oder den Tailasān zu tragen. Zu dieser Zeit sollten sie bereits die Qalānsuwa (eine große Mütze) tragen.
Nach Hārūn ar-Raschīd sind genauere Überlieferungen von al-Mutawakkils Anweisungen hinsichtlich der Kleidung für Dhimmīs bekannt. Er gab 849 ein Dekret heraus, das nicht mehr erhalten ist. Der Geschichtsschreiber at-Tabarī hat es allerdings in sein Werk aufgenommen. Darin heißt es, dass Dhimmīs unter anderem einen honigfarbenen Tailasān zu tragen haben. Außerdem sollte „derjenige, der eine Qalansūwa-Mütze aufsetzte, eine andere Farbe wählen als die Qalansūwa-Mützen, welche Muslime trugen, und zwei Knöpfe anbringen“. Falls ein Dhimmī darüber noch einen Turban tragen wollte, so musste dieser zwingend honigfarben sein.
Unter al-Hākim in Ägypten mussten Christen und Juden schwarze Kleidung tragen. Dies war die Farbe seiner Widersacher, der Abbasiden. 1301 wurden Christen in Ägypten und Syrien gezwungen, blaue Turbane zu tragen. Juden hingegen mussten sie in gelb tragen und Samariter rot. Jedoch konnten oft auch diese Regeln umgangen werden, insbesondere wenn der Betroffene über gute Kontakte zum jeweiligen Herrscher verfügte. Manchmal war es dann Dhimmīs auch erlaubt, einen weißen Turban zu tragen. Dies umso mehr, wenn nur wenige Muslime in einer Stadt lebten. Teils wurde auch versucht diese Kleidungsvorschriften mit einer Extra-Zahlung durch die Dhimmīs zu umgehen, was aber auch scheitern konnte. Beispielsweise im 14. Jahrhundert in Syrien durch die strikte Opposition Ibn Taimīyas. Allgemein gesagt kam es dann zu Verschärfungen der Gesetze, wenn Christen oder Juden ihren Reichtum zeigen und in der sozialen Hierarchie einen höheren Platz einnehmen wollten.
Die Schāfiʿiten lehnen Turbane ab.

### Klassenunterschied
Im zaiditischen Hochland des Jemen galten Dolch und die Kopfbedeckung bis in das 20. Jahrhundert hinein als Unterscheidungsmerkmal von Klassen. In dieser Gesellschaftskonstellation trugen Sayyids, Qādīs und Faqīhs einen Turban. Gemeinsam bildeten diese drei Klassen die oberste Schicht, während die Sayyids noch über den zwei anderen standen. Ihr Turban bestand aus einem harten Hut, um welchen ein Stoff (miḥašša oder šāš) gewickelt wurde. Die älteste Version davon war ein schwarzer Rahmen (qāwāq ṯulāʾī), über welchen ein bestickter Überzug (qiḥf) gelegt wurde. Unter diesem Überzug befanden sich meist auch eine oder zwei Mützen gegen Schweiß (maʿraqa). Heute ist es üblich, ein besticktes Tuch über eine harte Kappe zu binden. Diese Form des Turban gibt es erst seit 1948, als einige Notable vom damaligen zaiditischen Imām Ahmad verhaftet wurden und diese verwendeten. Qādīs und Faqīhs trugen den Turban stets etwas lockerer, wodurch sie ein welliges Aussehen bekam. Lediglich den Sayyids war es lange Zeit erlaubt ihren Turban so zu binden, dass ein Teil von ihr bis zum Rücken des Trägers hing.
Stammesangehörige aber auch Markthändler trugen die Qubʿ, ein Tuch, welches locker um den Kopf geschwungen wird und für das der Jemen noch heute bekannt ist. Sie bilden nach Haykel die zweite Klasse. Die dritte und letzte Klasse waren einfache Arbeiter und Dhimmīs. Dies betraf vor allem die Dorfbevölkerung, die weit entfernt von Städten lebte. Jene ließen ihr Haar einfach lang wachsen und trugen keine Kopfbedeckung. Ein jüdisches Sprichwort aus dem Jemen empfiehlt, eine Angelegenheit erst mit Turban-Trägern zu besprechen und, sollten dies scheitern, sie den Qubʿ-Trägern zu überlassen. Ein jemenitisches Sprichwort hingegen sagt aus, dass unter dem Turban Unglaube (kufr) zu finden sei.
Sollte jemand diese Klassenstruktur umgehen wollen, konnte dies harte Strafen nach sich ziehen. Haykel beschreibt in einem Artikel den Fall eines Angehörigen der niederen Klasse, welcher nach jahrzehntelanger Abwesenheit zurückkam und sich als ein vermisster Sayyid ausgab. Jener wollte dann mit der Frau des Sayyid schlafen, welche sich jedoch weigerte. Es kam zu Gerichtsverhandlungen. Im Rahmen der dritten schlug der Richter dem Angeklagten seinen Turban vom Kopf, was im zaiditischen Recht als Strafe gilt. Schlussendlich wurde der Betrüger öffentlich ausgepeitscht und musste den Ort des Geschehens verlassen.

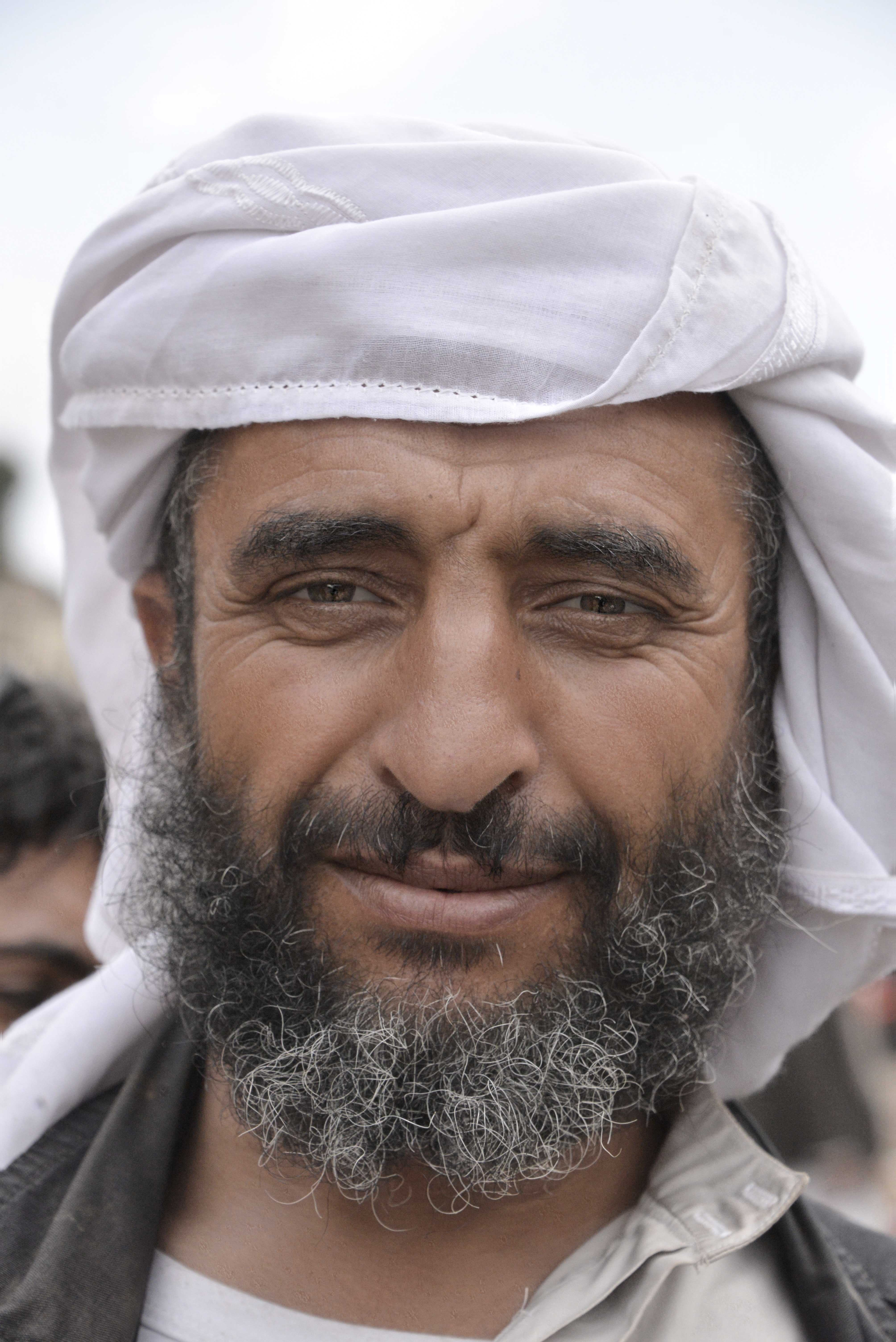
Stammesangehöriger aus dem Jemen mit einer Qubʿ.
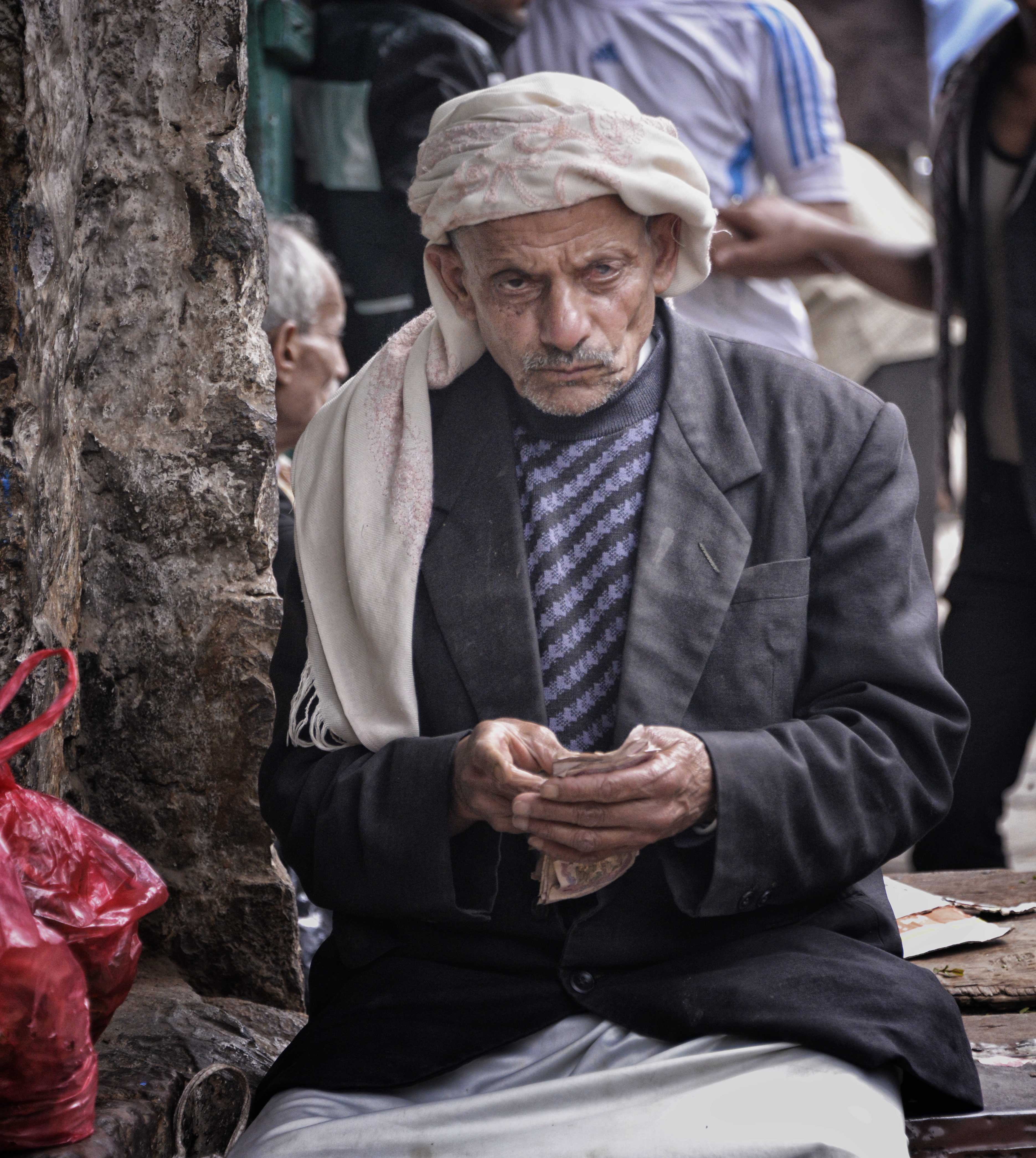
Ein geldzählender Jemenite mit einer Qubʿ.
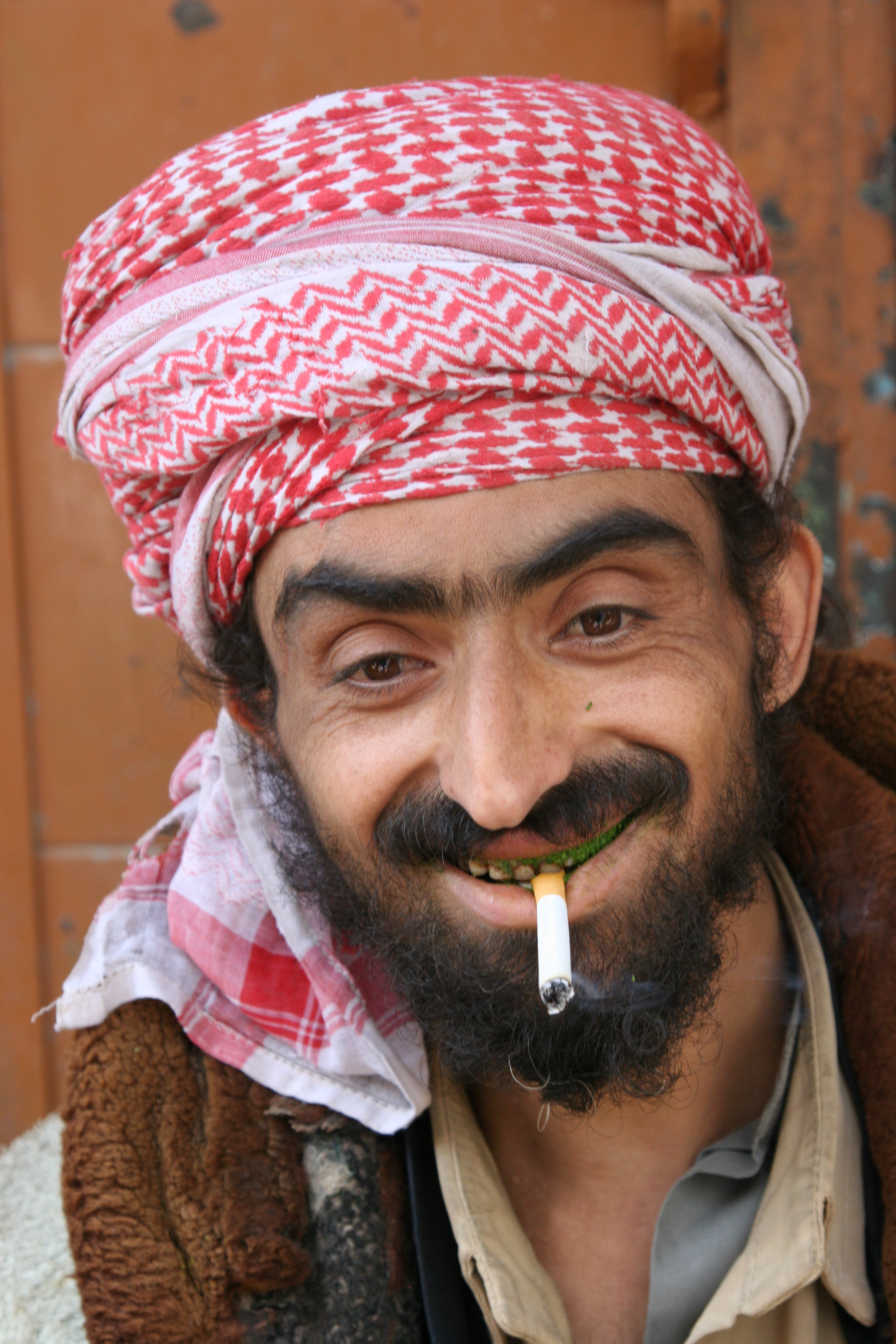
Kathkauender Jemenite mit einer Qubʿ.

### Kreuzzügler und Muslime

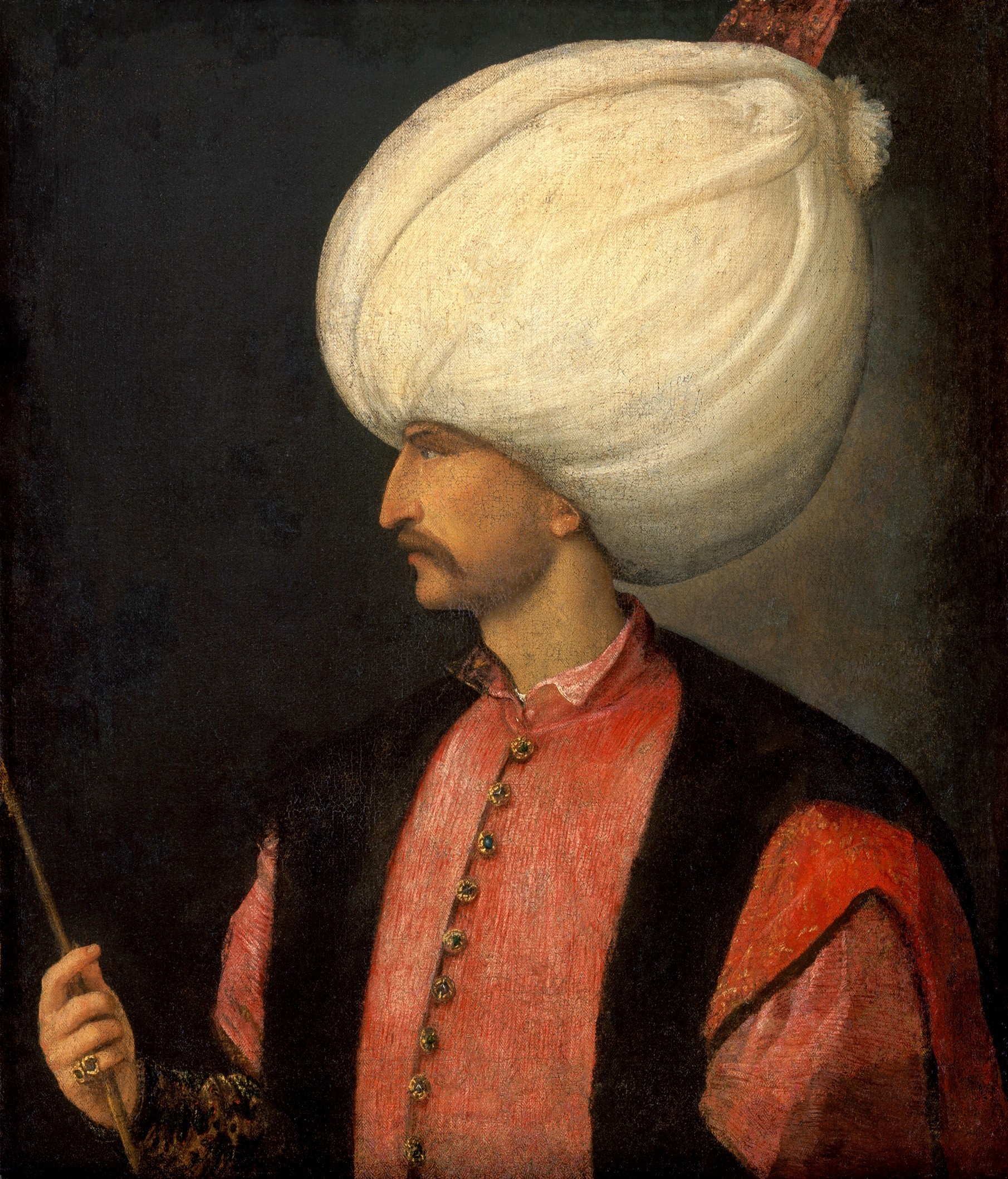
Süleyman I. (um 1495–1566)

Schon während der Zeit der Kreuzzüge, aber noch mehr nach der Eroberung Konstantinopels durch die Osmanen unter Sultan Mehmed, war der Turban in der europäischen Kunst Gegenstand von Darstellungen. Die muslimische Kopfbedeckung symbolisierte zum einen die religiöse Abscheu, die viele gegenüber dem Islam hegten, sowie politische Angst. Er wurde als das Markenzeichen der Muslime wahrgenommen. In Schlachtszenen stellten Künstler Muslime als turbantragend dar, während die Europäer einen Helm auf ihrem Kopf hatten.

### Frauen und Männer im Osmanischen Reich
Der Forscher John Block Friedmann weist in einem Artikel aber darauf hin, dass eine auf männliche Muslime fokussierte Sichtweise die Realität verzerrt. „Weibliche Turbane“ werden oft vernachlässigt. So hat Albrecht Dürer 1496 ein Werk mit dem Titel „Das türkische Paar“ veröffentlicht. Dürer war in Venedig und über den Maler Gentile Bellini, der Dürer seine türkischen Modelle vorstellte, in Kontakt mit Osmanen gekommen. Bekannt ist aber auch, dass Frauen nur unter Auflagen Turban tragen durften, weshalb es durchaus möglich ist, dass Dürer Turbane männlicher Muslime auf weibliche projiziert hat. Nichtsdestotrotz gab es den Unterschied, dass Männer ihren Turban um eine rote Mütze auf ihrem Kopf wickelten, während Frauen dies ohne Mütze und mit Hilfe ihrer Haare bewerkstelligten.

### Schiitische Geistliche im Kampf
Eine spezielle Rolle hatte der Turban im Iran-Irak-Krieg inne. Nach der Revolution von 1979 gingen viele junge Menschen an eine Hauza, einer schiitischen Universität. Als der Krieg ausbrach, schloss sich von diesen jungen Studenten wiederum ein Großteil den iranischen Streitkräften – insbesondere den Basīdsch – im Kampf gegen den Irak an. Damit bei den Iranern jedoch nicht der Eindruck erweckt wird, dass die Gelehrten sich aus dem Krieg zurückziehen, verordneten die Hauzas, dass die Geistlichen ihren Turban auch im Kampfeinsatz anlegen sollten. Laut BBC Farsi hatte dies drei Effekte: es sollte Werbung für die Geistlichkeit gemacht werden, Laiengläubige konnten so jederzeit erkennen, wen sie um Auskunft für religionsrechtliche Fragen bitten konnten und es sollte der Charakter der Islamischen Republik bekräftigt werden. Teilweise zogen sie selbst ihre Robe dazu an. In den letzten Jahren des Krieges wurde der Turban sogar ein obligatorisches Kleidungsstück für die Basīdsch.
Im Irak ist im Kampf gegen die IS-Organisation der Turban ebenfalls ein Symbol. Die offizielle iranische Nachrichtenagentur IRNA berichtete beispielsweise im Oktober 2016 im Zuge des Krieges um Mosul von schiitischen Geistlichen, die mit ihrem Turban an der Front kämpften. Sie hätten während der Kämpfe um die Städte Tikrit und Falludscha schon mit sunnitischen Geistlichen zusammengearbeitet. Diese Kooperation habe schon in Falludscha unzählige Menschenleben gerettet. Gemeinsam hätten sie zum Ziel, die IS-Organisation von den Sunniten zu trennen und gemeinsam friedlich zusammenzuleben.

## Der Turban in der Gegenwart
In der Gegenwart ist der Turban unter Muslimen zwar kein sehr wichtiges Thema mehr, allerdings gibt es noch Diskurse um das Tragen dieses Kleidungsstückes.

### Kontroverse in Malaysia
In Malaysia gab es 1997 eine Kontroverse um den Turban, welcher dort Serban genannt wird. Eine Schule hatte zuvor drei ihrer Schüler vom Unterricht ausgeschlossen, weil die Hausregeln unter anderem das Tragen eines Turbans verboten. Die Schüler beriefen sich aber darauf, dass der Islam ihnen das Tragen eines solchen vorschreibt und sie deshalb nicht darauf verzichten könnten. Nach malaysischem Recht war die Schule zu einem solchen Schritt befugt. Die Schüler beriefen sich aber auf Artikel 11 der Verfassung, wonach jedem Bürger das Recht auf freie Religionsausübung garantiert ist.
Vor dem Obersten Gericht bekamen die Schüler mit Verweis auf Artikel 11 zuerst Recht. Auch wurde festgestellt, dass ein solcher Schulausschluss „unlogisch“ sei, da Sikhs es weiterhin erlaubt war, den Turban zu tragen. Außerdem solle man den Muslimen die Möglichkeit geben, ein gutes Beispiel zu sein, und keine Angst vor dem Islam haben oder Einmischung von außen klein beigeben. Das beinhaltet auch das Tragen eines Turbans und damit die Verhüllung der ʿAura. Das folgende Berufungsgericht gab wiederum der Schule Recht, weil nach seiner Auffassung der Turban kein essentielles Merkmal der islamischen Religionsausübung darstellt.

### Guantánamo
Weil eine Kopfbedeckung als Waffe benutzt werden könnte, war unter anderem der Turban im Gefangenenlager Guantánamo verboten. 2002 gab es dann einen Vorfall, bei dem Wärter in eine Zelle gingen und einem Häftling während des Gebets befahlen, seinen aus Handtüchern improvisierten Turban abzunehmen. Dieser weigerte sich zuerst, gab dann jedoch nach. Infolgedessen kam es zu einem Hungerstreik und Protesten seitens der Insassen. Daraufhin wurde es den Häftlingen erlaubt, ihren Kopf zu bedecken. Allerdings verwiesen die Wärter darauf, dass sie sämtliche Kopfbedeckungen inspizieren würden.

### Fatwās zum Tragen des Turbans
In einer Fatwā schreibt die zu von Muhammad al-Munaddschid betriebene Seite islamqa.info, dass, da Muhammad den Turban trug, die Nachahmung desselben gesetzmäßig (mubāḥ; siehe al-Ahkām al-Chamsa) ist. Der Grundgedanke des Islams (al-aṣl) sei jedoch, dass jeder Mensch das trägt, was in seinem Volk üblich ist und dabei nicht gegen die Scharīʿa verstößt. Aus demselben Grund trug Muhammad demnach den Turban. Würde man nun sagen, dass das Tragen des Turbans religionsrechtlich empfohlen (sunna) ist, dann müsse man auch sagen, dass andere Kleidungsstücke von Muhammad wie der Überwurf (ridāʾ) ebenfalls empfohlen sind. Dem stimmt das katarische Religionsministerium zu. Es bezieht sich dabei auf Muhammad ibn al-ʿUthaimīn, der schrieb, dass das Tragen des Turbans zur Zeit Muhammads eine Gewohnheit der Menschen war und somit religionsrechtlich nicht empfohlen (sunna) ist.

### Schiiten
Die Wolle für den Turban schiitischer Gelehrter kommt meist aus Indien oder Thailand und ist entweder weiß oder schwarz. Früher kam sie teils auch aus England. Durch die englische Kolonialgeschichte im Iran und das damit einhergehende gesunkene Ansehen der Engländer jedoch weigerten sich die Iraner den teureren englischen Stoff zu benutzen.
Die Stofflänge reicht von sechs bis elf Metern. Insbesondere jüngere Geistliche benutzen zumeist einen kürzeren Stoff, damit das Wickeln weniger Probleme bereitet.
Es gibt verschiedene Arten den eigenen Turban zu wickeln: tabaristanisch, qomisch, nadschafisch, arabisch und andere.
Farblich kann der Turban genauso wie die Art ihn zu wickeln stark variieren.